# Durbec encapuxat
El durbec encapuxat (Hesperiphona abeillei) és una espècie d'ocell de la família dels fringíl·lids (Fringillidae) que habita la selva humida i boscos de les muntanyes de Mèxic des de Sinaloa, Chihuahua i Durango, cap al sud fins a Chiapas, Guatemala i El Salvador.